# Новое Байгулово
Новое Байгулово (чув. Çĕнĕ Куснар) — деревня в Мариинско-Посадском муниципальном округе Чувашской Республики. С 2004 до 2023 года входила в состав Кугеевского сельского поселения.

## География
Находится в северо-восточной части Чувашии, на расстоянии приблизительно 30 км на юг-юго-восток от районного центра города Мариинский Посад.

## История
Известна с XVIII века как выселок села Байгулово. В 1858 году отмечено 95 мужчин, в 1897—350 жителей, в 1926 — 94 двора, 462 жителя, в 1939—462 жителя, в 1979—210. В 2002 году было 73 двора, 2010 — 51 домохозяйство. В 1931 году был образован колхоз «Садовод», в 2010 году действовал СХПК «Кугеевский».

## Население
Постоянное население составляло 176 человек (чуваши 99 %) в 2002 году, 113 в 2010.